# Saint-Caprais-de-Lerm
Saint-Caprais-de-Lerm is een gemeente in het Franse departement Lot-et-Garonne (regio Nouvelle-Aquitaine) en telt 476 inwoners (1999). De plaats maakt deel uit van het arrondissement Agen.

## Geografie
De oppervlakte van Saint-Caprais-de-Lerm bedraagt 13,7 km², de bevolkingsdichtheid is 34,7 inwoners per km².
De onderstaande kaart toont de ligging van Saint-Caprais-de-Lerm met de belangrijkste infrastructuur en aangrenzende gemeenten.

## Demografie
Onderstaande figuur toont het verloop van het inwonertal (bron: INSEE-tellingen).